# Juan Carlos Oleniak
Juan Carlos Oleniak (Buenos Aires, 1942. március 4. –) argentin válogatott labdarúgó.
Az argentin válogatott tagjaként részt vett az 1960. évi nyári olimpiai játékokon és az 1962-es világbajnokságon.

## Sikerei, díjai
Racing Club
- Argentin bajnok (1): 1961

Universidad de Chile
- Chilei bajnok (2): 1965, 1967

Santiago Wanderers
- Chilei bajnok (1): 1968